# Tagtabazar
Tagtabazar, anciennement Panjdeh ou Pendi, est une ville du Turkménistan, capitale du district de Tagtabazar, dans la province de Mary.